# Droit autochtone
Cet article court présente un sujet plus développé dans : Ordres juridiques autochtones au Canada, Ordres juridiques autochtones en Australie et Ordres juridiques autochtones au Mexique.

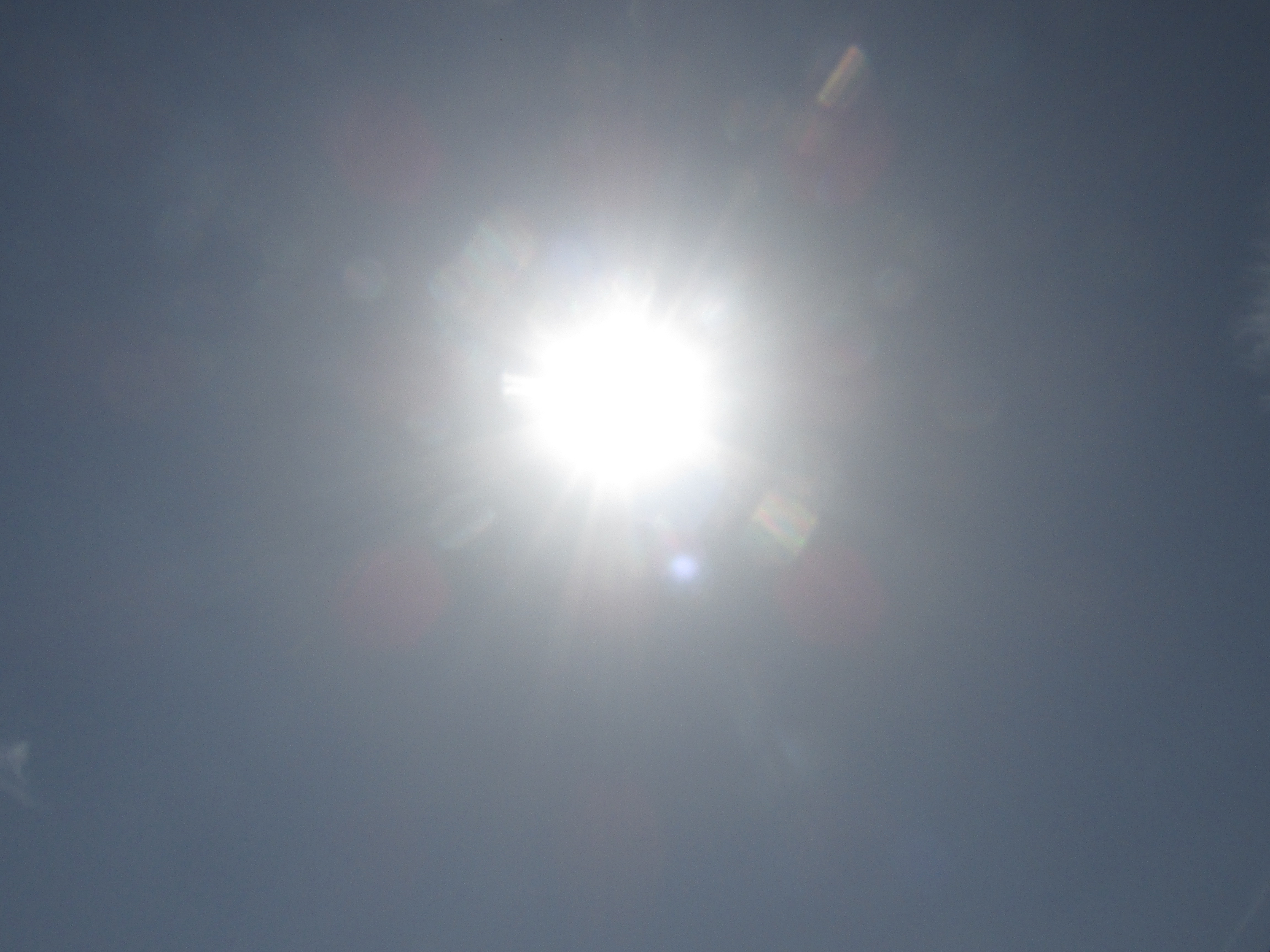
Le soleil a été proposé comme un symbole parmi d'autres pour représenter le droit autochtone, droit rond-droit soleil.

Le droit autochtone désigne les systèmes de droit des peuples autochtones, c'est-à-dire des sociétés qui se trouvent en position inférieure dans un rapport colonial ou postcolonial avec d'autres peuples sur leur territoire. Comme ce type de configuration politique existe sur tous les continents, les sociétés autochtones sont extrêmement diverses, et il n'existe pas de caractéristiques communes évidentes à l'ensemble de leurs cultures. Leurs pratiques législatives et de résolution de conflit sont donc également diverses,. Par ailleurs, le concept du droit tel qu'il est conçu dans les mondes occidentaux ne correspond souvent pas ou pas exactement à la manière dont les gens autochtones pensent leurs propres sociétés, qui peuvent par exemple être davantage tournées vers une éthique des obligations liées à la parenté ou à la religion.
Malgré cette diversité, les systèmes de droit autochtones ont en commun d'avoir été classifiés comme des droits « coutumiers » par la justice des peuples colonisateurs, lesquels reposent généralement sur une organisation étatique. Ils sont aussi reliés par le droit des peuples autochtones qu'ils ont participé à élaborer sur le plan international,. Ainsi, le droit autochtone est un terme relatif qui fait référence à des réalités différentes et spécifiques selon les contextes, par exemple le droit gitksan ou cri au Canada, ou encore le droit mapuche au Chili.
Les travaux scientifiques sur le droit des peuples dont les terres sont colonisées jouent depuis longtemps un rôle important dans les discours politiques métropolitains, par exemple avec la théorie du communisme primitif reprise par Friedrich Engels. Stefan Kirchner distingue trois formes de recherche sur le droit autochtone:
- l'anthropologie juridique, où la chercheuse considère le droit comme une facette de l'ordre social d'une communauté, donc à étudier en rapport avec par exemple la religion et les arts;
- le droit comparé, où la chercheuse part d'un problème rencontré dans un certain ordre juridique et va étudier les réponses apportées par un système de droit étranger;
- et la dogmatique juridique, qu'il appelle aussi la recherche pratique, où la chercheuse (autochtone) part des problèmes rencontrés par les gens pour réfléchir à leurs solutions dans le cadre du système de droit de sa propre communauté.